# Northeast Harbor
Northeast Harbor é um vilarejo da Ilha de Mount Desert, localizada no distrito de Mount Desert do Condado de Hancock (Maine), nos Estados Unidos. 
A vila tem uma significativa população de veraneio, sobretudo entre ricos e famosos, como a família Rockefeller, sendo comumente chamada de "Philadelphia on the rocks" pelos visitantes.

## Cidadãos notórios
- Zbigniew Brzezinski  (1928—2017), cientista político, geopolítico, estadista e Conselheiro de Segurança Nacional dos Estados Unidos
- Barbara Bel Geddes  (1922—2005), atriz
- Gunnar Hansen (1947—2015), ator e escritor